# 明斯克
53°54′N 27°34′E / 53.900°N 27.567°E
明斯克（羅馬化：Minsk，發音：[mʲinsk]，羅馬化：Miensk）是白俄罗斯的首都和最大城市，也是明斯克州的首府和独联体的行政中心，位於斯维斯洛奇河畔，明斯克是白俄罗斯的政治、经济和文化中心，拥有多所高等院校，包括白俄羅斯國立大學。此外还有著名的马戏团、歌剧院和芭蕾舞院等設施。截至2021年1月，其人口約為2,009,786人（不包括郊區） ，是歐洲人口第11多的城市。
最早對明斯克的歷史記載可以追溯到11世紀（1067年），當時它被認為是波洛茨克公國內的一個省級城市與在河流上發展的定居點。1242年，明斯克成為立陶宛大公國的一部分。並在1499年獲得城鎮特權。從1569年起，明斯克成為波蘭立陶宛聯邦明斯克省的首府。由於第二次瓜分波蘭，明斯克也是1793年被俄羅斯帝國吞併的地區的一部分。1919年至1991年，在俄國革命後，明斯克成為白俄羅斯蘇維埃社會主義共和國的首都。2019年6月，明斯克主辦了2019年歐洲運動會。

## 历史
1067年初明斯克首次在《往年纪事》中被提及，从1101年开始它是一个独立的君主国家的首都，1129年基辅罗斯将这个国家兼并。1237 年至 1239 年，明斯克躲过了蒙古人对罗斯的入侵。1242年，明斯克成为不断扩张的立陶宛大公国的一部分。15世纪明斯克逐步获得城市权。16世纪中叶明斯克成为一个重要的商业城市。
1655年，俄国沙皇阿列克谢的军队攻占了明斯克。俄国人统治这座城市直到 1660 年才被立陶宛大公兼波兰国王約翰二世·卡齊米日收复。1792年俄波战争后，明斯克成为沙俄的一部分。1812年拿破仑一世的军队摧毁了明斯克。20世纪初明斯克多次在战争中易手：1914年到1915年它是俄罗斯帝國在第一次世界大战的总司令部，1919年到1920年波兰占领明斯克。
在第二次世界大战中在这里爆发了明斯克围歼战，明斯克再次被摧毁。在德国占领期间德国占领军杀害了其大部分犹太居民。
1944年7月3日苏联红军从德军手中收复明斯克，白俄罗斯独立之后将该日定为该国国庆日。战后明斯克被重建。城内建造了许多宽畅的大街和公园。市中心的老街道完全被拆除，新的街道按棋盘式纵横交错设计和建立，此外市内还建立了许多新的代表性建筑。1984年明斯克地铁开通。1989年一个新的飞机场启用。

## 地理

### 气候
明斯克属于温带大陆性湿润气候（DFB）。一月的平均温度为−4.5°C（23.9°F），而七月的平均温度为18.5°C（65.3°F）。最低温度记录于1940年1月17日，温度为−40°C（−40°F），最高温度记录为2015年8月8日，温度为35.8°C（96°F）。明斯克经常有雾，特别是春秋两季。年降水量690毫米（27英寸）。全年大多西风和西北风，与瑞典的斯德哥尔摩和加拿大的哈利法克斯气候类似。
| 明斯克(1981–2010)                                            | 明斯克(1981–2010) | 明斯克(1981–2010) | 明斯克(1981–2010) | 明斯克(1981–2010) | 明斯克(1981–2010) | 明斯克(1981–2010) | 明斯克(1981–2010) | 明斯克(1981–2010) | 明斯克(1981–2010) | 明斯克(1981–2010) | 明斯克(1981–2010) | 明斯克(1981–2010) | 明斯克(1981–2010) |
| 月份                                                         | 1月               | 2月               | 3月               | 4月               | 5月               | 6月               | 7月               | 8月               | 9月               | 10月              | 11月              | 12月              | 全年              |
| ------------------------------------------------------------ | ----------------- | ----------------- | ----------------- | ----------------- | ----------------- | ----------------- | ----------------- | ----------------- | ----------------- | ----------------- | ----------------- | ----------------- | ----------------- |
| 历史最高温 °C（°F）                                          | 10.3 (50.5)       | 13.6 (56.5)       | 18.9 (66.0)       | 28.8 (83.8)       | 30.9 (87.6)       | 34.0 (93.2)       | 35.0 (95.0)       | 35.8 (96.4)       | 31.0 (87.8)       | 24.7 (76.5)       | 16.0 (60.8)       | 11.1 (52.0)       | 35.8 (96.4)       |
| 平均高温 °C（°F）                                            | −2.1 (28.2)       | −1.4 (29.5)       | 3.8 (38.8)        | 12.2 (54.0)       | 18.7 (65.7)       | 21.5 (70.7)       | 23.6 (74.5)       | 22.8 (73.0)       | 16.7 (62.1)       | 10.2 (50.4)       | 2.9 (37.2)        | −1.2 (29.8)       | 10.6 (51.1)       |
| 日均气温 °C（°F）                                            | −4.5 (23.9)       | −4.4 (24.1)       | 0.0 (32.0)        | 7.2 (45.0)        | 13.3 (55.9)       | 16.4 (61.5)       | 18.5 (65.3)       | 17.5 (63.5)       | 12.1 (53.8)       | 6.6 (43.9)        | 0.6 (33.1)        | −3.4 (25.9)       | 6.7 (44.1)        |
| 平均低温 °C（°F）                                            | −6.7 (19.9)       | −7 (19)           | −3.2 (26.2)       | 2.6 (36.7)        | 8.1 (46.6)        | 11.7 (53.1)       | 13.8 (56.8)       | 12.8 (55.0)       | 8.2 (46.8)        | 3.7 (38.7)        | −1.3 (29.7)       | −5.5 (22.1)       | 3.1 (37.6)        |
| 历史最低温 °C（°F）                                          | −39.1 (−38.4)     | −35.1 (−31.2)     | −30.5 (−22.9)     | −18.4 (−1.1)      | −5 (23)           | 0.0 (32.0)        | 4.3 (39.7)        | 1.7 (35.1)        | −4.7 (23.5)       | −12.9 (8.8)       | −20.4 (−4.7)      | −30.6 (−23.1)     | −39.1 (−38.4)     |
| 平均降水量 mm（）                                            | 45 (1.8)          | 39 (1.5)          | 44 (1.7)          | 42 (1.7)          | 65 (2.6)          | 89 (3.5)          | 89 (3.5)          | 68 (2.7)          | 60 (2.4)          | 52 (2.0)          | 48 (1.9)          | 49 (1.9)          | 690 (27.2)        |
| 平均降雨天数                                                 | 11                | 9                 | 11                | 13                | 18                | 19                | 18                | 15                | 18                | 18                | 17                | 13                | 180               |
| 平均降雪天数                                                 | 24                | 21                | 15                | 4                 | 0.3               | 0                 | 0                 | 0                 | 0.04              | 3                 | 13                | 22                | 102               |
| 平均相對濕度（％）                                           | 86                | 83                | 77                | 67                | 66                | 70                | 71                | 72                | 79                | 82                | 88                | 88                | 77                |
| 月均日照時數                                                 | 44                | 66                | 134               | 181               | 257               | 273               | 269               | 242               | 165               | 97                | 36                | 27                | 1,790             |
| 可照百分比                                                   | 18                | 24                | 37                | 43                | 52                | 54                | 53                | 53                | 43                | 30                | 14                | 12                | 40                |
| 来源1：Pogoda.ru.net                                         |                   |                   |                   |                   |                   |                   |                   |                   |                   |                   |                   |                   |                   |
| 来源2：白俄罗斯水文气象中心(日照数据：1938, 1940及1945–2000) |                   |                   |                   |                   |                   |                   |                   |                   |                   |                   |                   |                   |                   |

## 经济

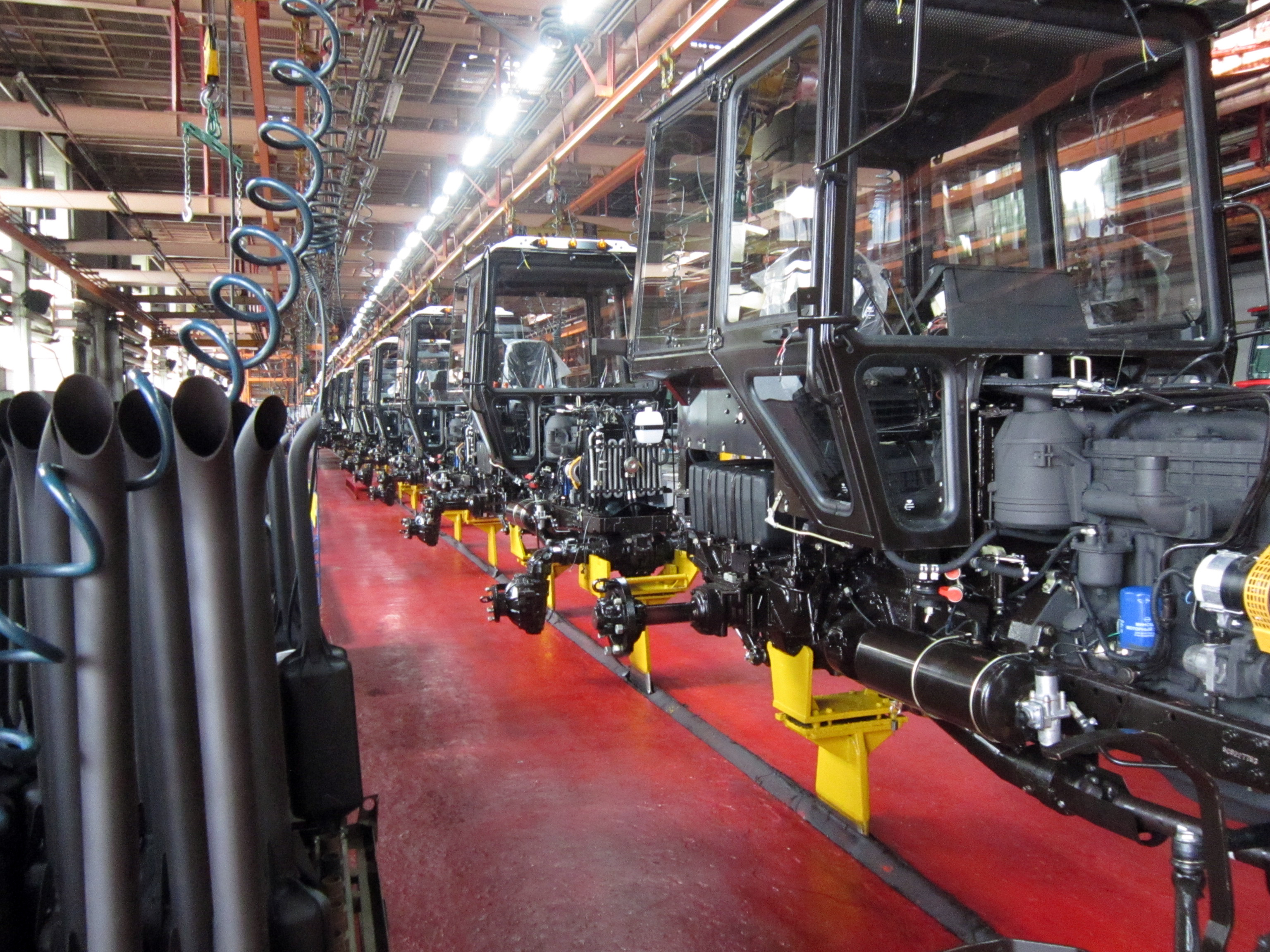
明斯克拖拉机厂的主装配线

明斯克是白俄罗斯的经济首都，全城的工业和服务业满足了明斯克乃至整个国家的需要。明斯克的贡献占白俄罗斯预算的46％左右。根据2010年的相关报告，明斯克总共将15万亿白俄罗斯卢布献给了国家预算，而其他地区的全部收入为19.9万亿白俄罗斯卢布。2013年1月至2013年10月期间，明斯克预算中70.6％的税收来自非国有企业，26.3％来自国有企业，1.8％来自个人企业家。在纳税数额最多的10家企业中，5家是石油和天然气公司（包括2家俄罗斯天然气工业股份公司的子公司和1所卢克石油的子公司），2家是移动网络运营商（移动电信和Velcom），2家是酒精饮料生产商（Minsk-Kristall和Minsk grape wines factory），1家是烟草制品生产商。
2012年，明斯克的地区生产总值主要由工业（26.4％）、批发（19.9％）、交通运输（12.3％）、零售业（8.6％）和建筑业（5.8％）组成。

## 文化

### 教育

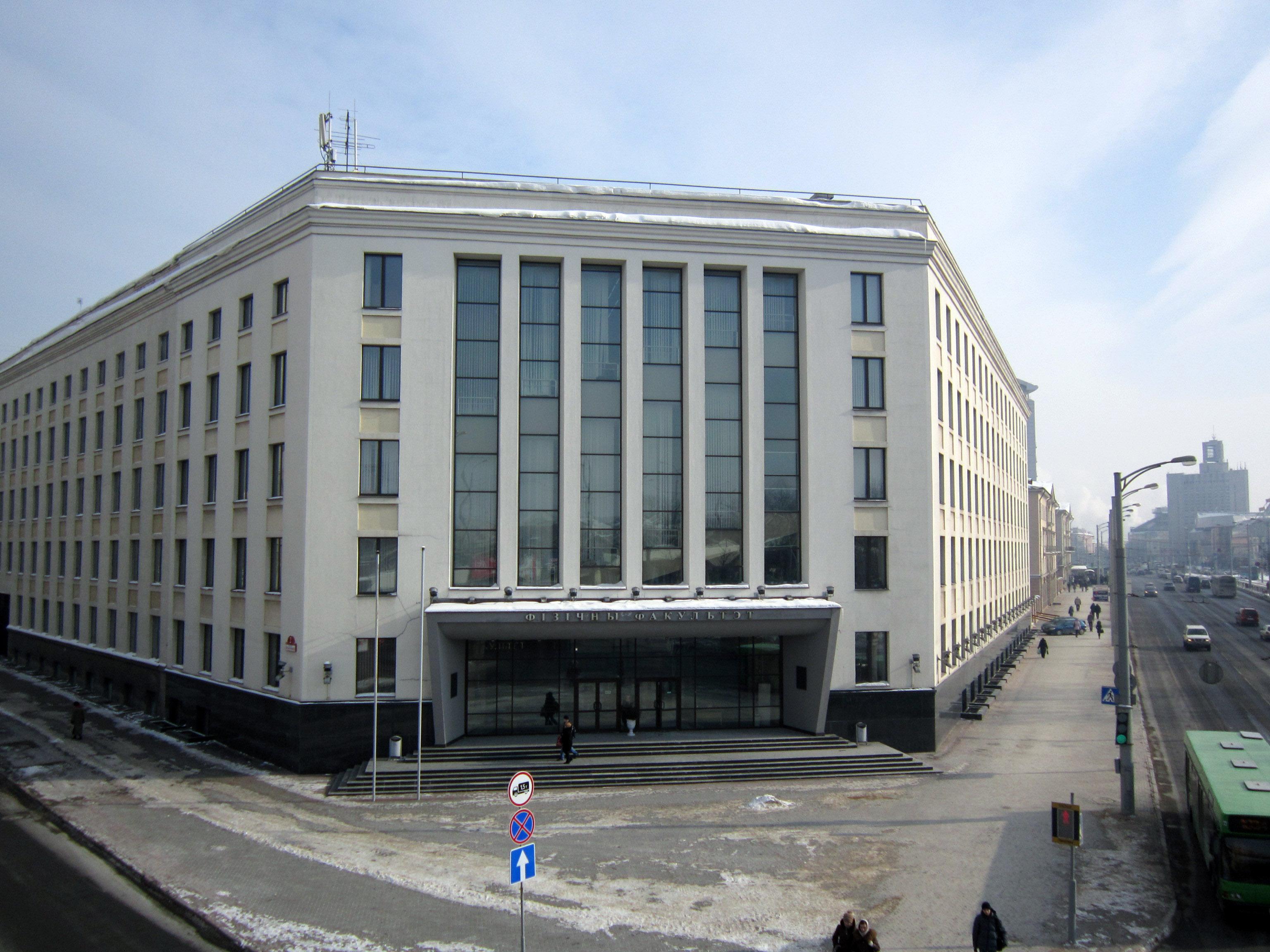
白俄羅斯國立大學物理系

- 白俄罗斯国立大学
- 國立師範大學
- 白俄罗斯国立文化艺术大学

### 剧院

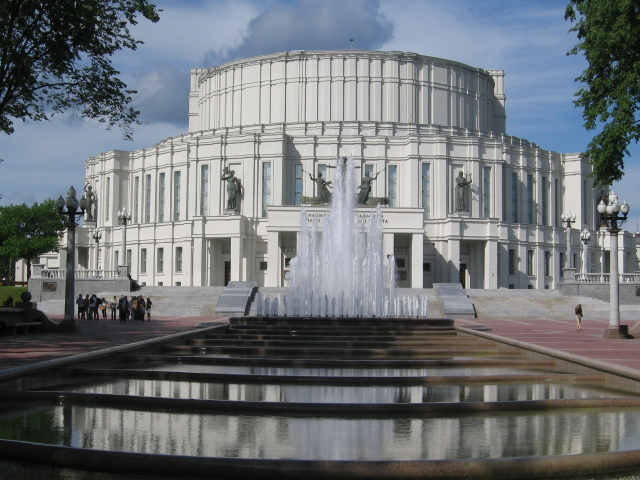
國家芭蕾舞歌剧院

- 国家学术大芭蕾舞歌剧院
- 白俄罗斯国家音乐剧院（俄语演出）
- 马克西姆·高尔基国家戏剧院（俄语演出）
- 扬卡·库帕拉国家剧院（白俄罗斯语演出）

### 博物馆
- 国立白俄罗斯美术馆
- 白俄罗斯共和国国家艺术博物馆。
- 白俄罗斯共和国国家艺术博物馆
- 白俄罗斯卫国战争博物馆
- 白俄罗斯国家历史文化博物馆
- 白俄罗斯自然与环境博物馆
- 马克西姆·巴丹诺维奇文学博物馆
- 旧白俄罗斯历史博物馆
- 扬卡·库巴拉文学博物馆

### 旅遊

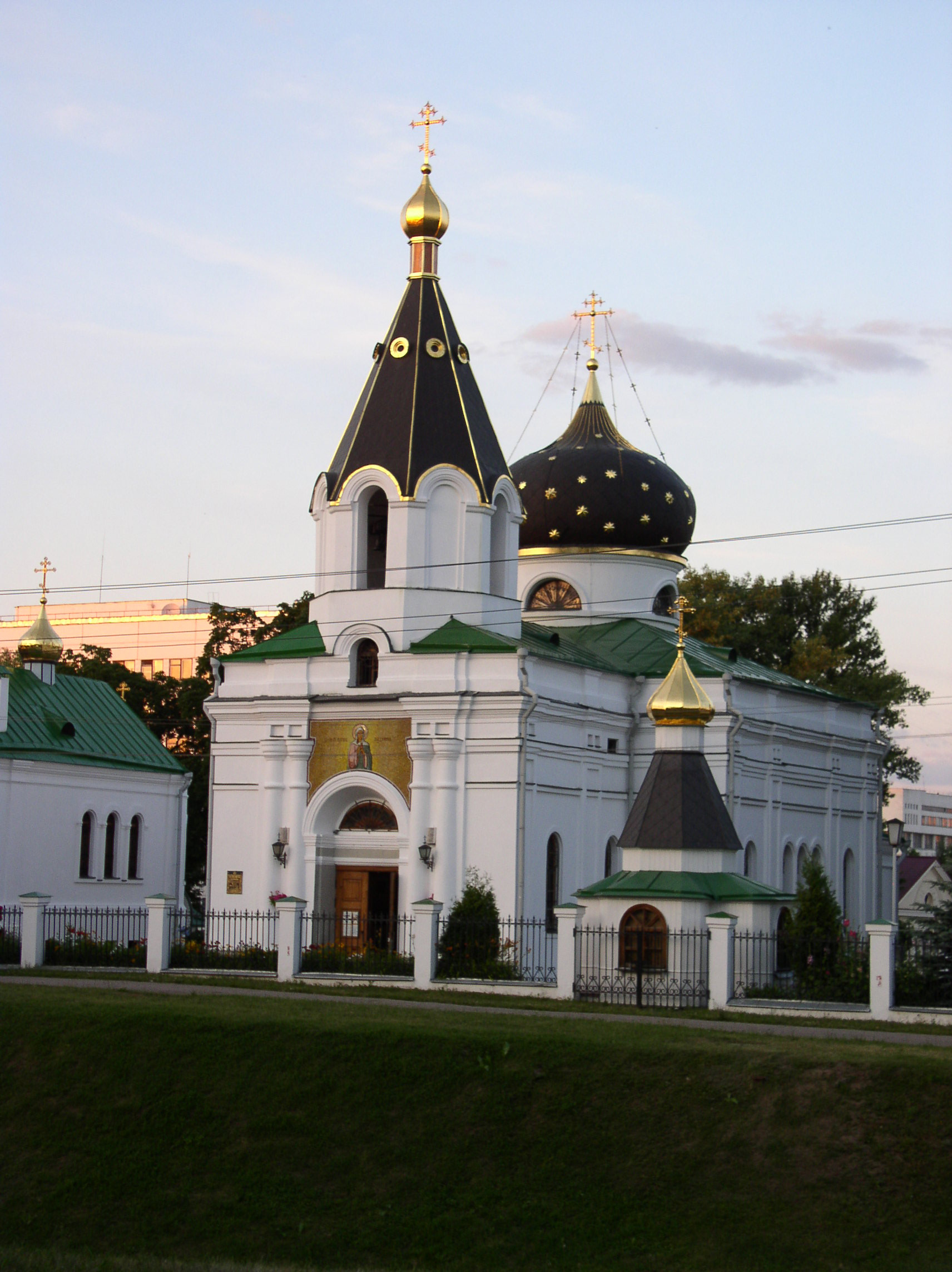
圣抹大拉玛丽亚东正教教堂
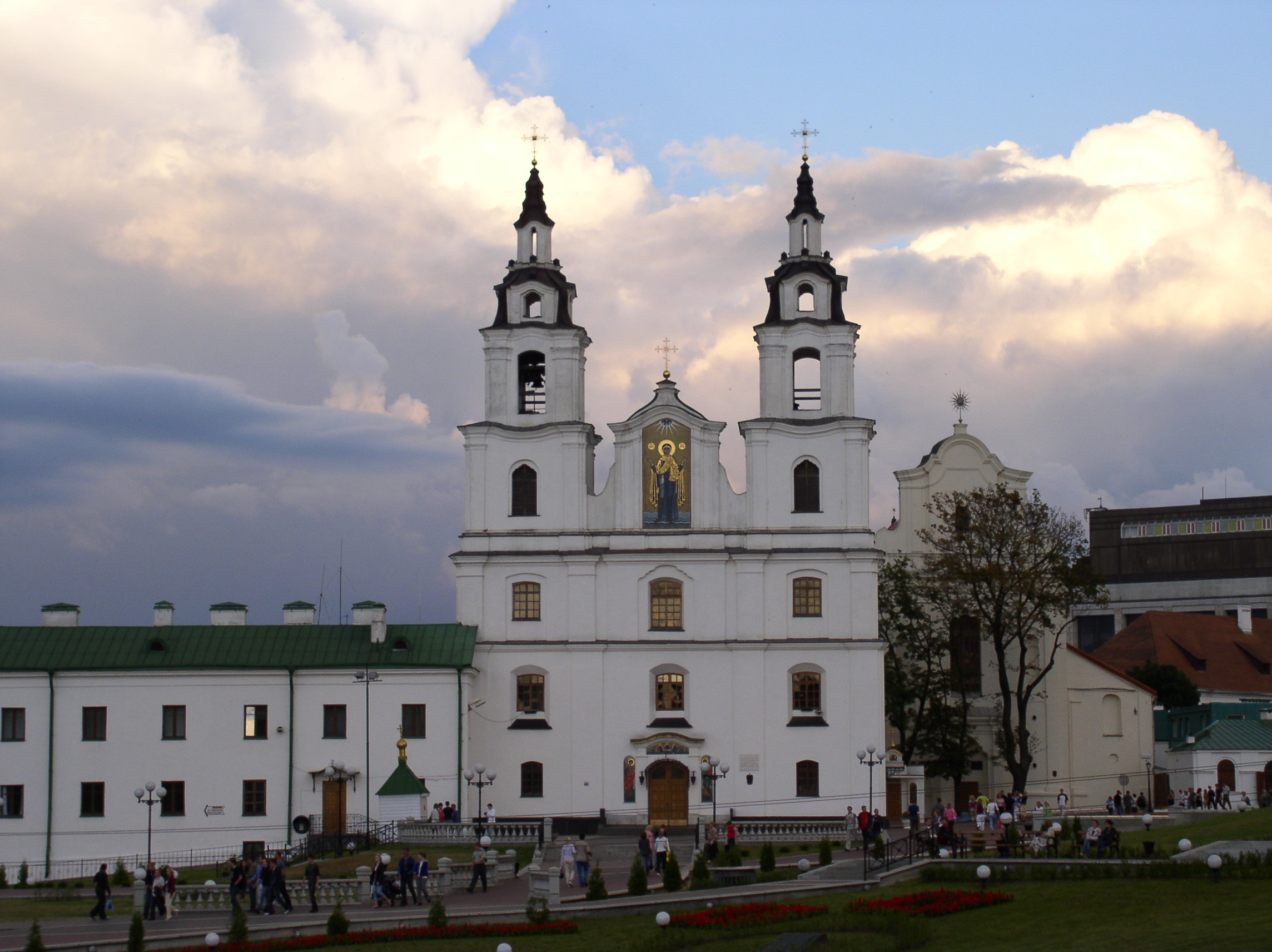
圣灵大教堂
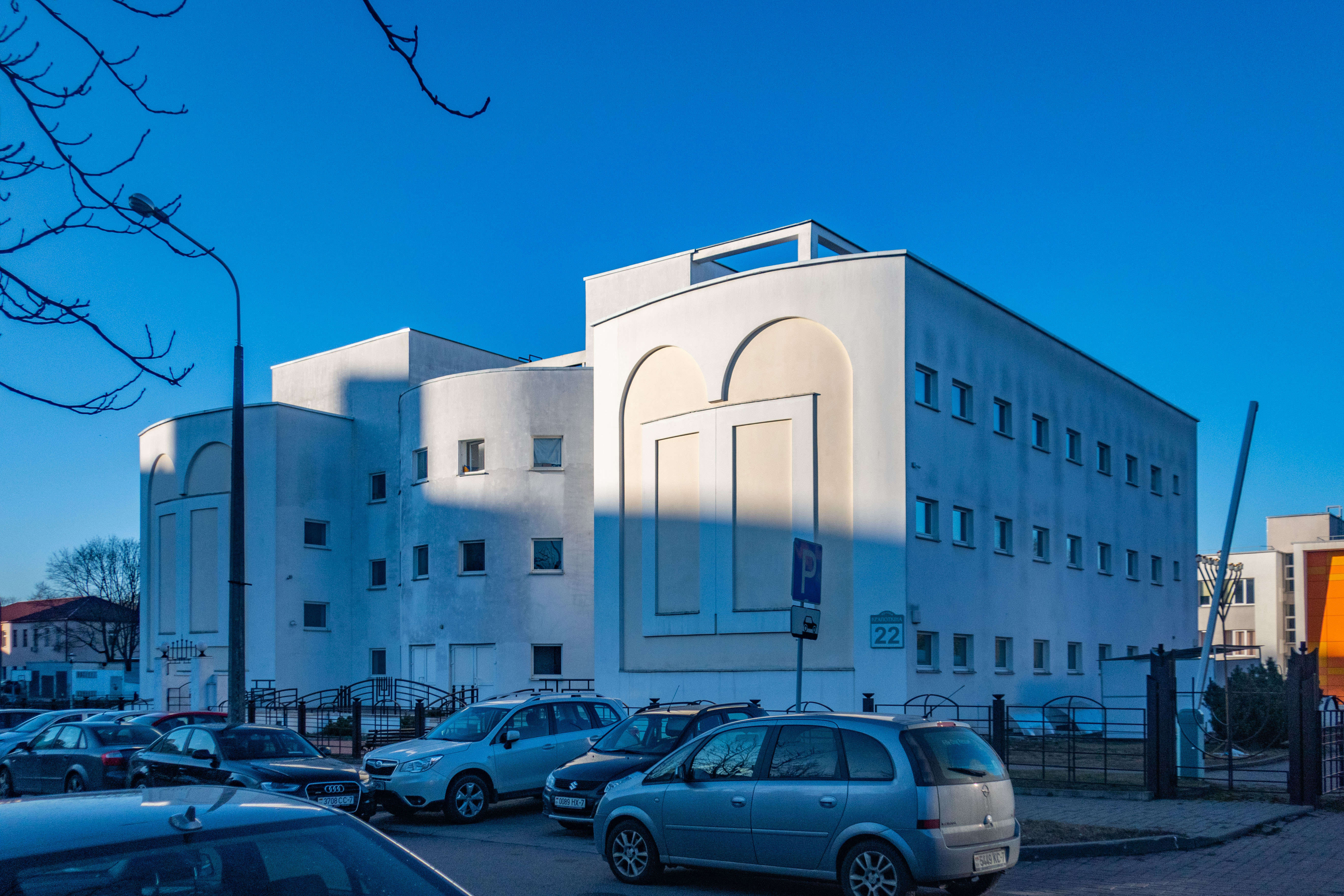
新猶太會堂
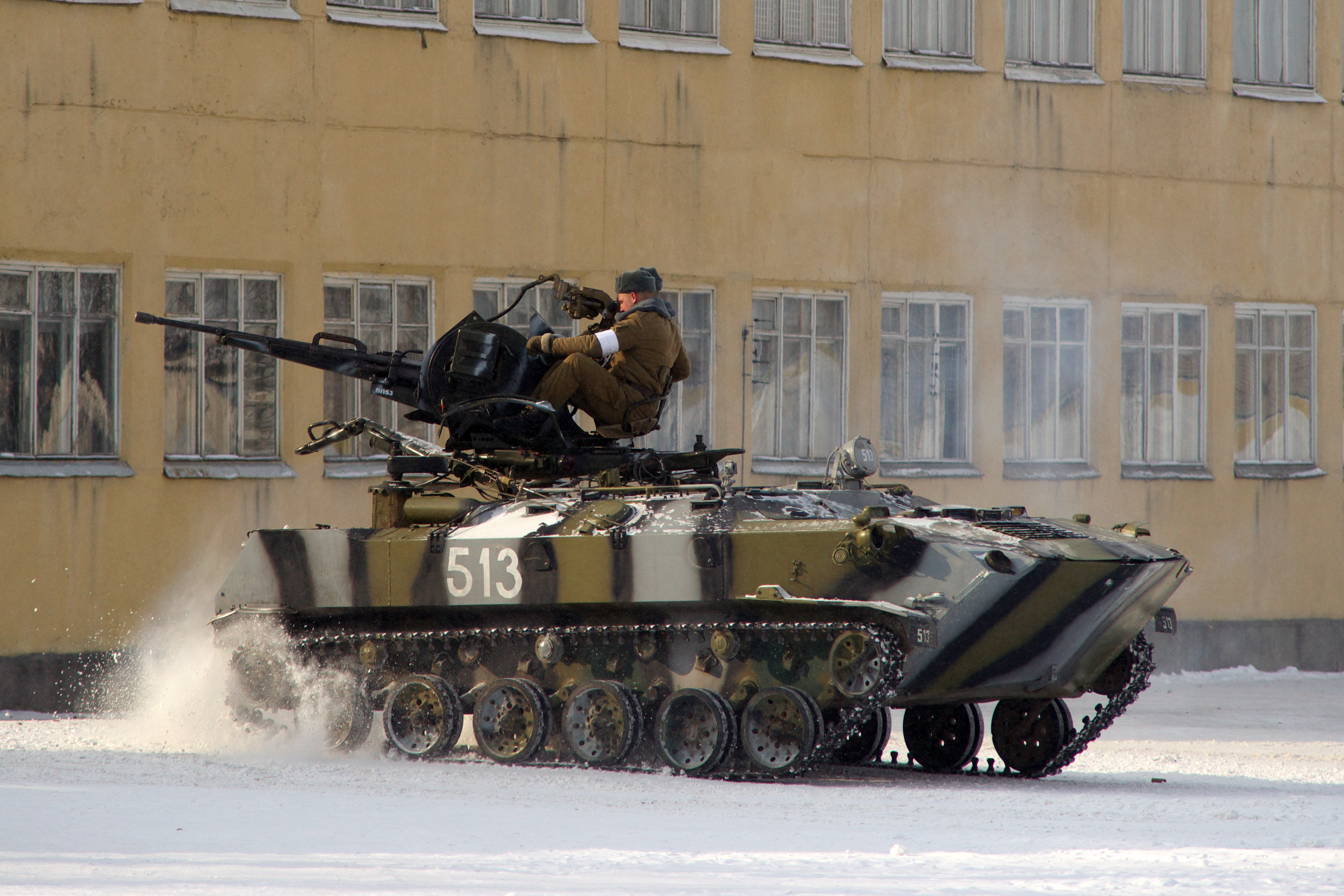
BTR-ZD防空甲車演習
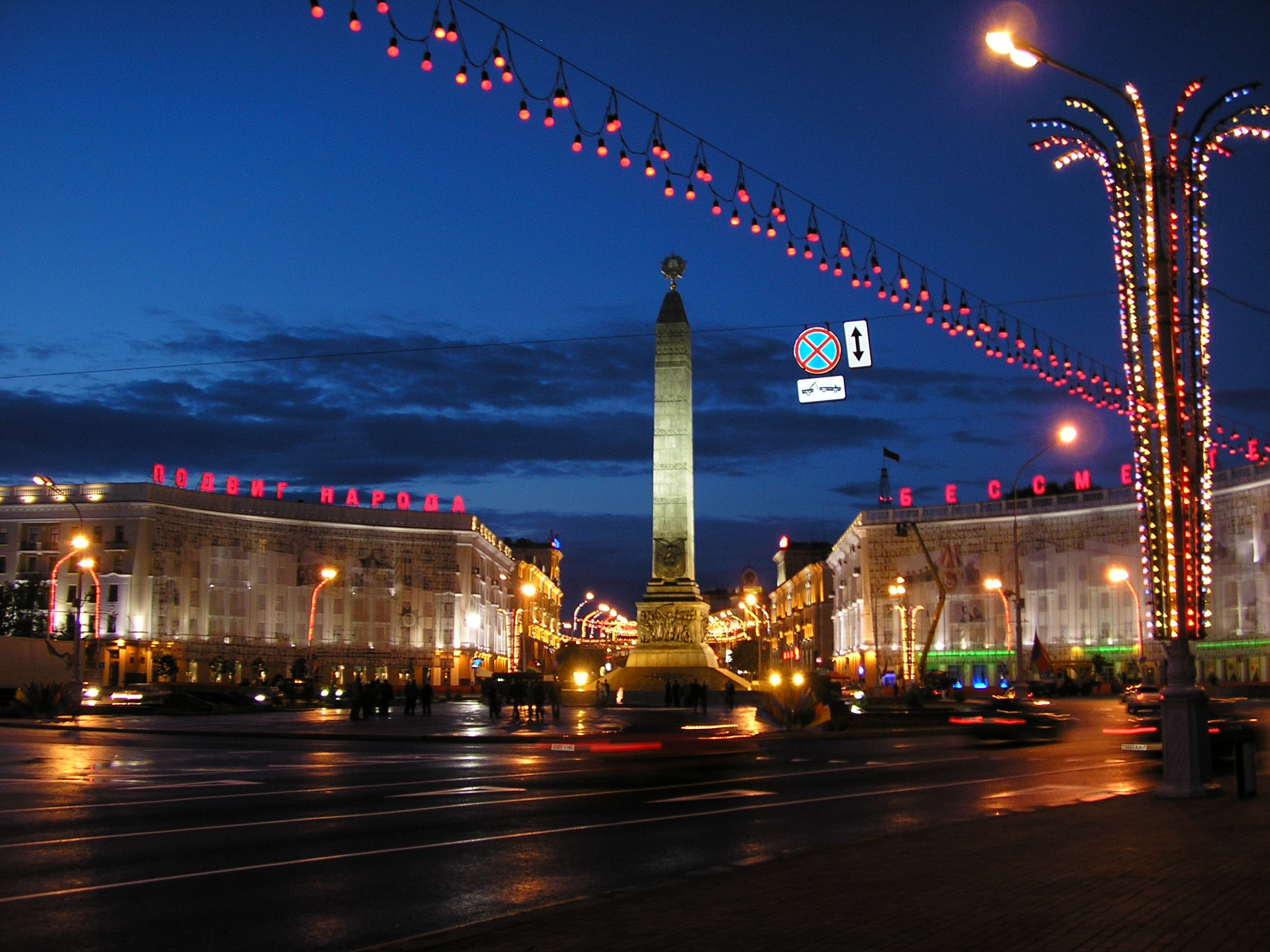
明斯克勝利廣場
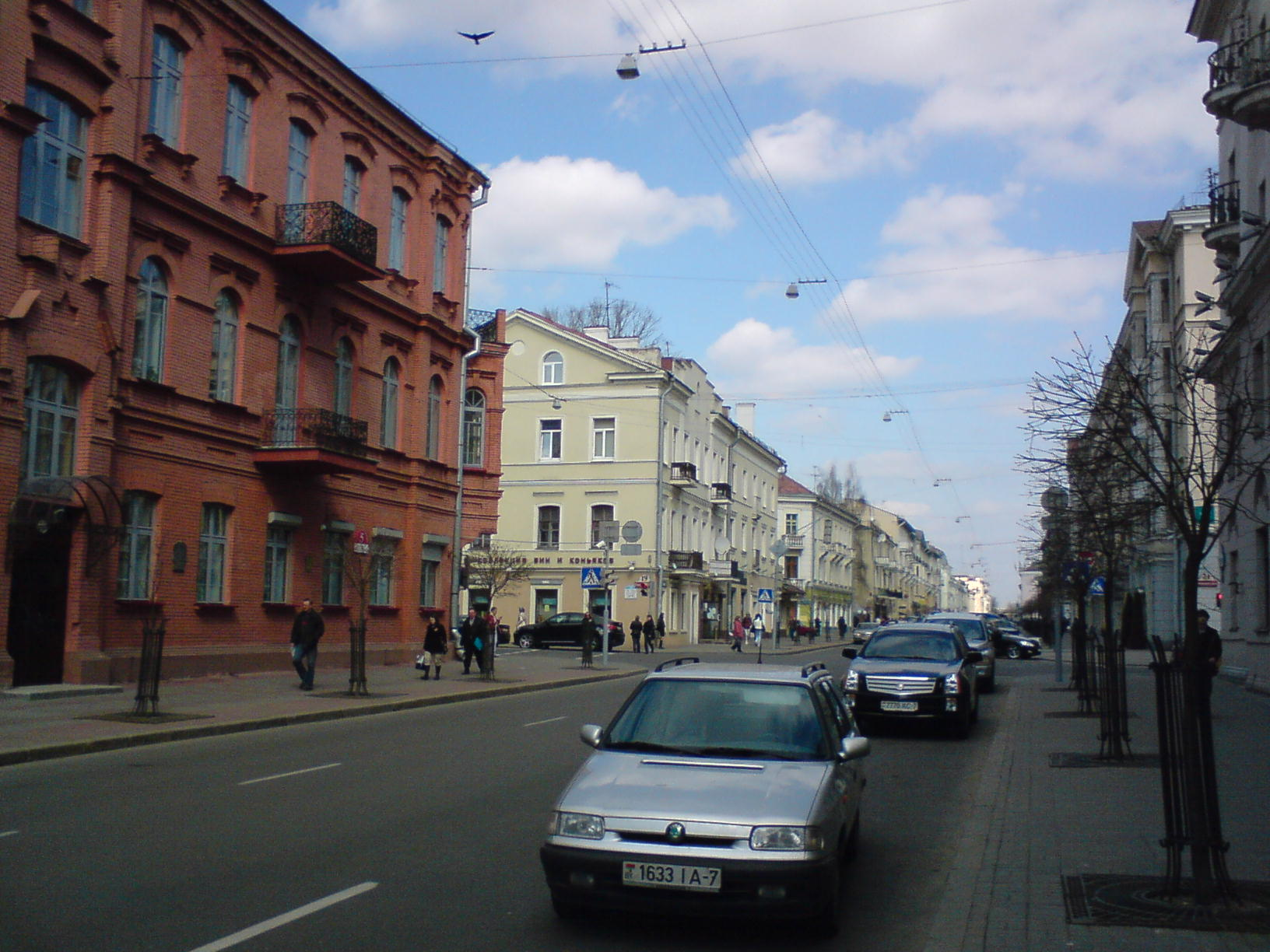
馬克思街
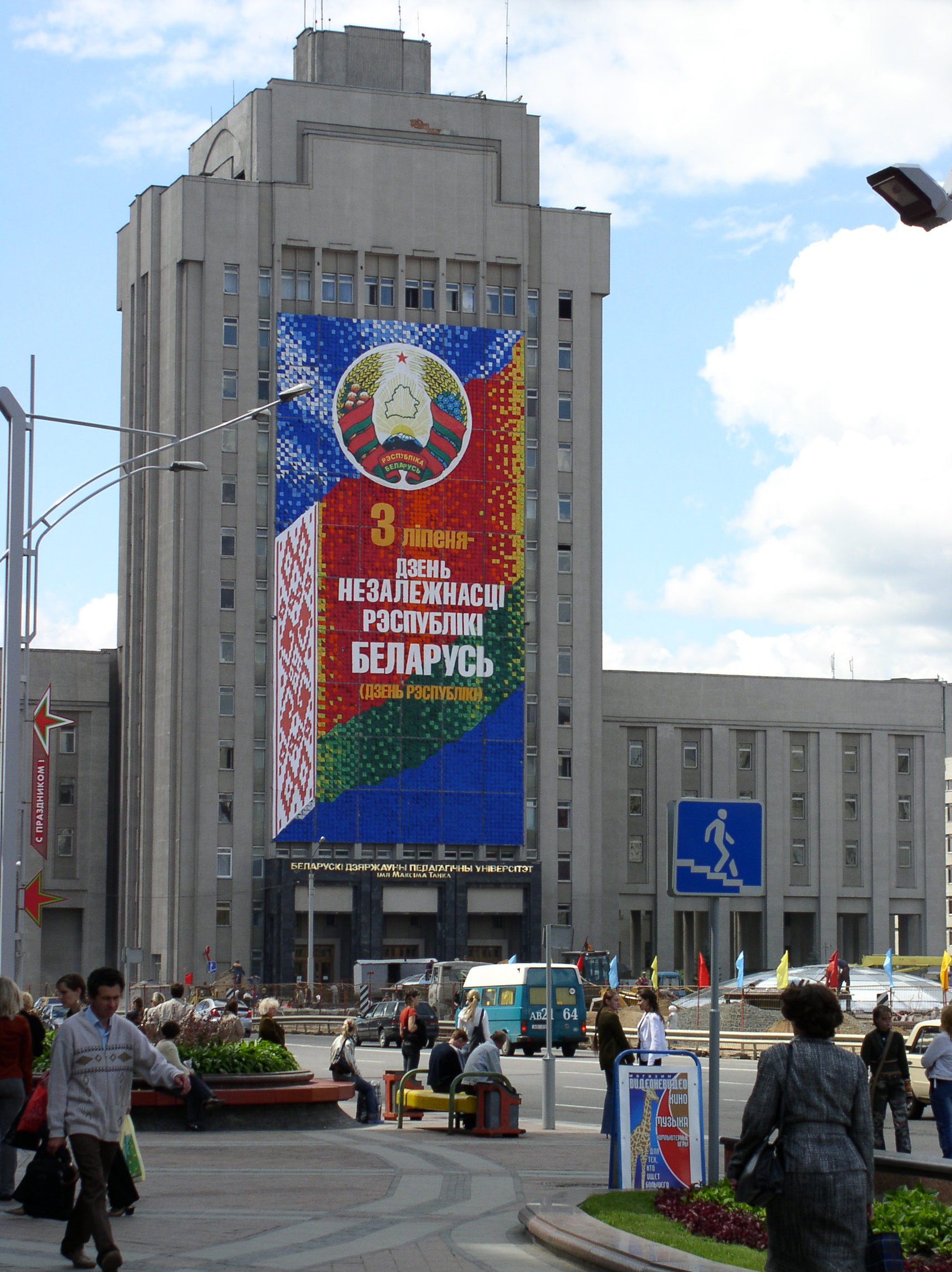
國立師範大學

## 体育

迪納摩體育場

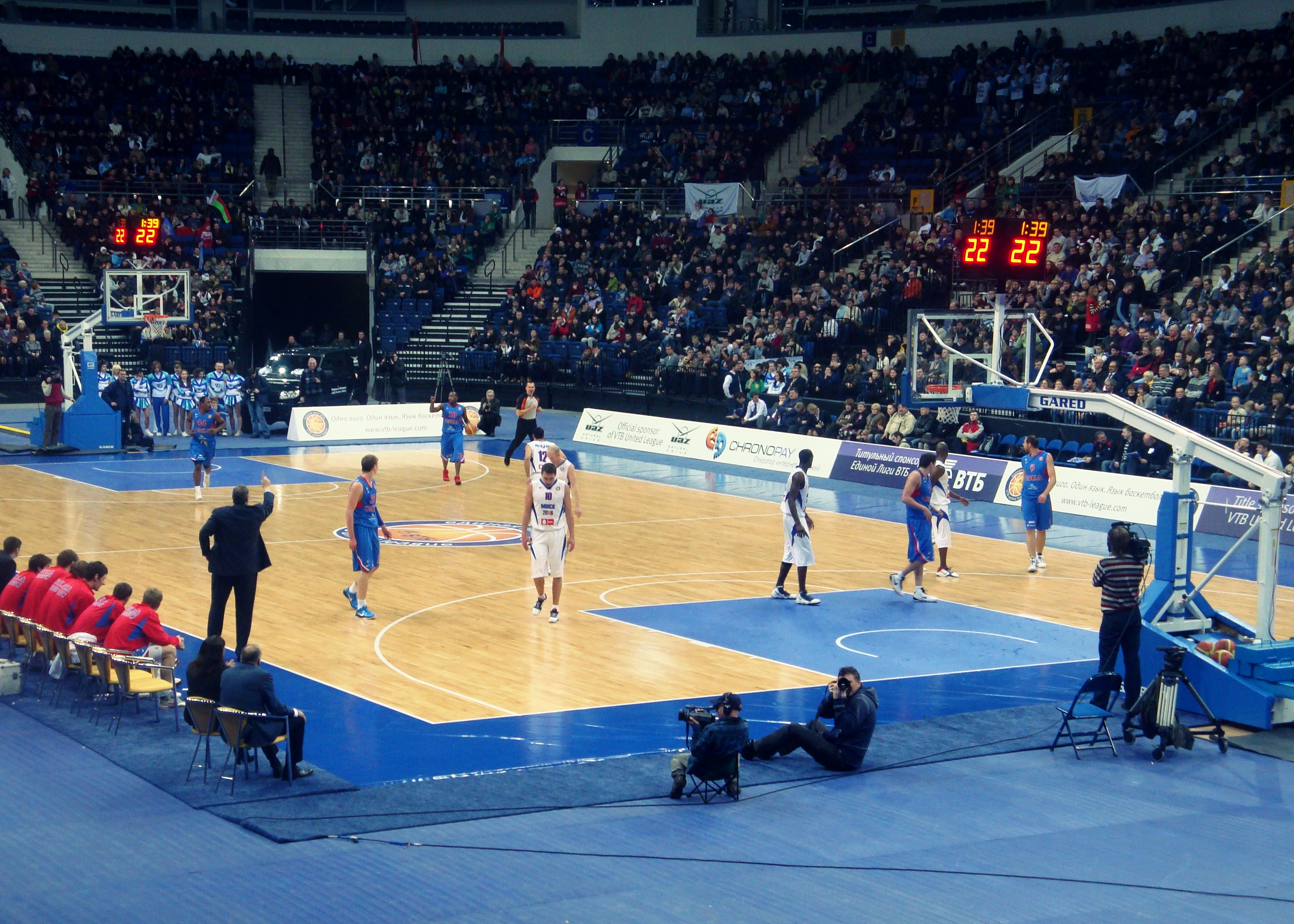
于2006年在明斯克举办的篮球比赛

### 足球
- 明斯克足球俱樂部
- 明斯克鱼雷足球俱乐部（英语：FC Torpedo Minsk）

### 冰球
- 明斯克發電機冰球俱樂部
- Yunost Minsk（英语：Yunost Minsk）

### 手球
- SKA Minsk（英语：SKA Minsk）

### 篮球
- BC Tsmoki-Minsk（英语：BC Tsmoki-Minsk）

## 交通

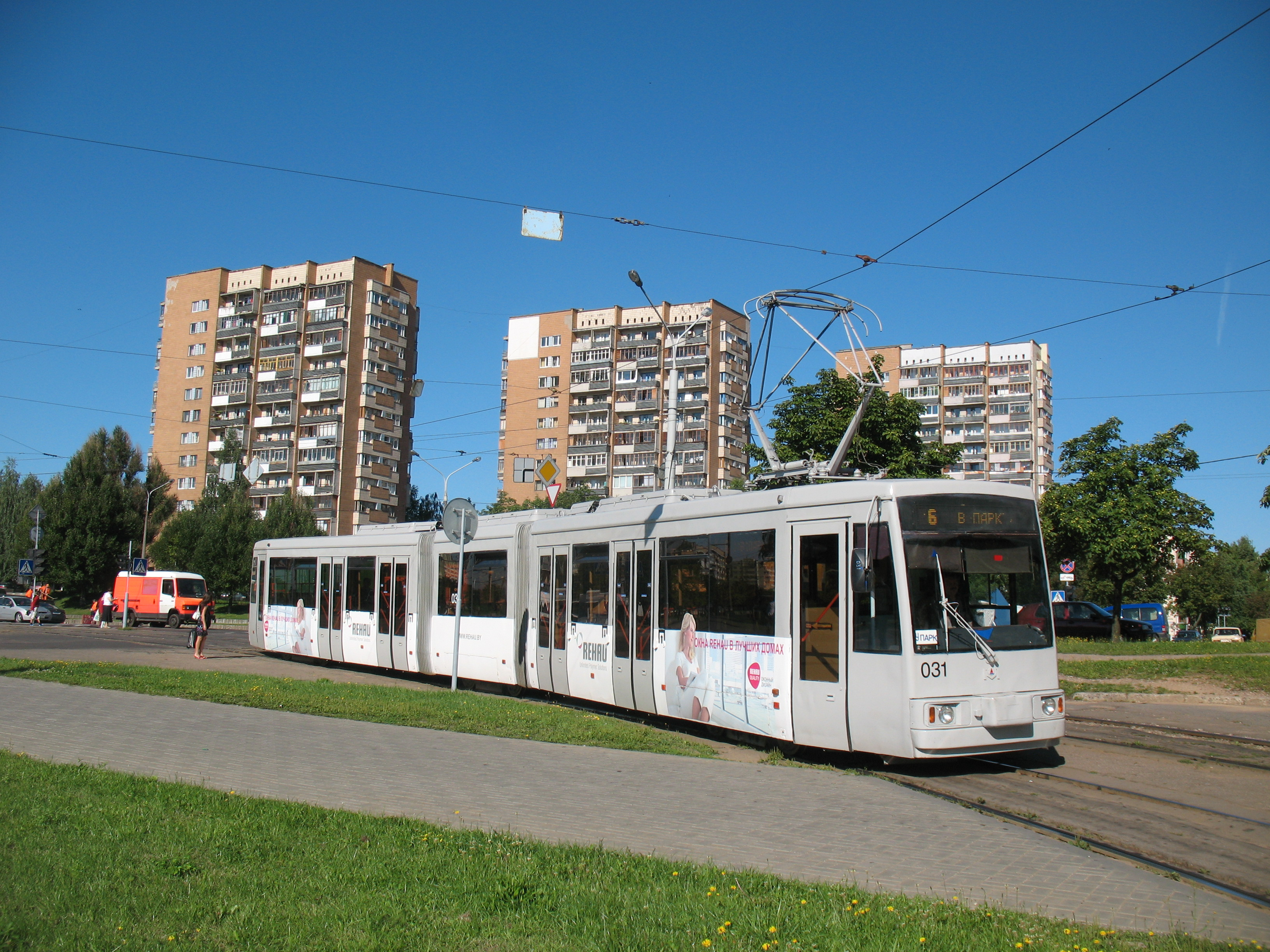
路面電車

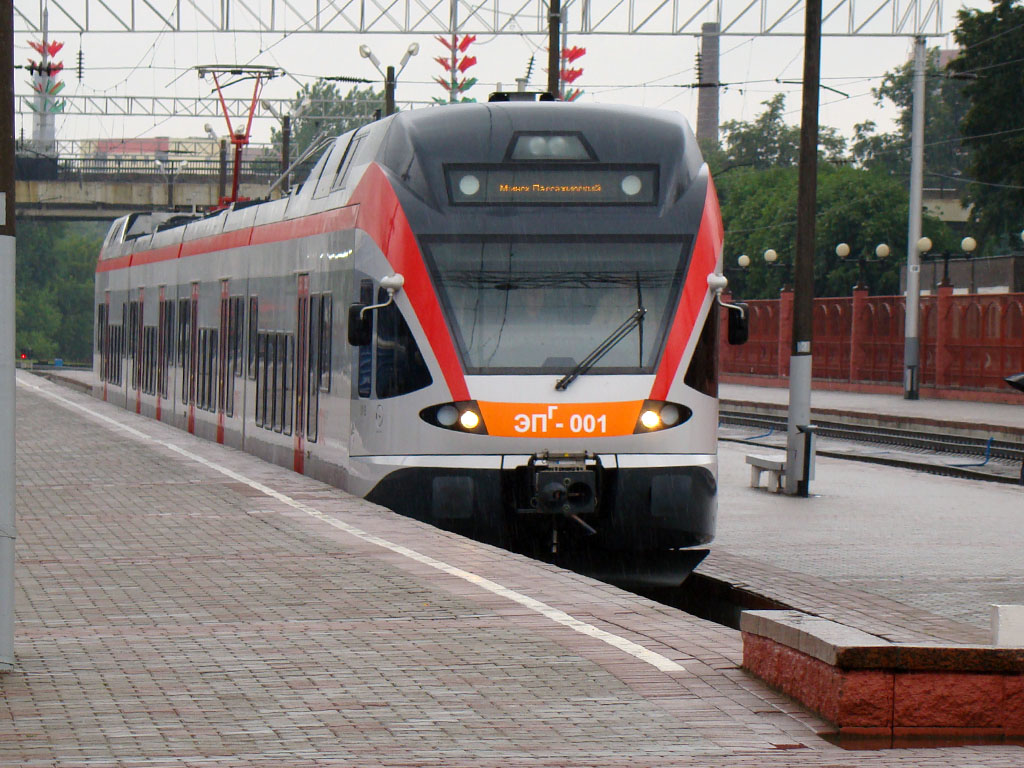
白俄城際鐵路

### 铁路
明斯克是东欧国际交通的中枢点之一。东西方向的巴黎－莫斯科和南北方向的北欧－乌克兰的公路和铁路都在这里交汇。

### 航空

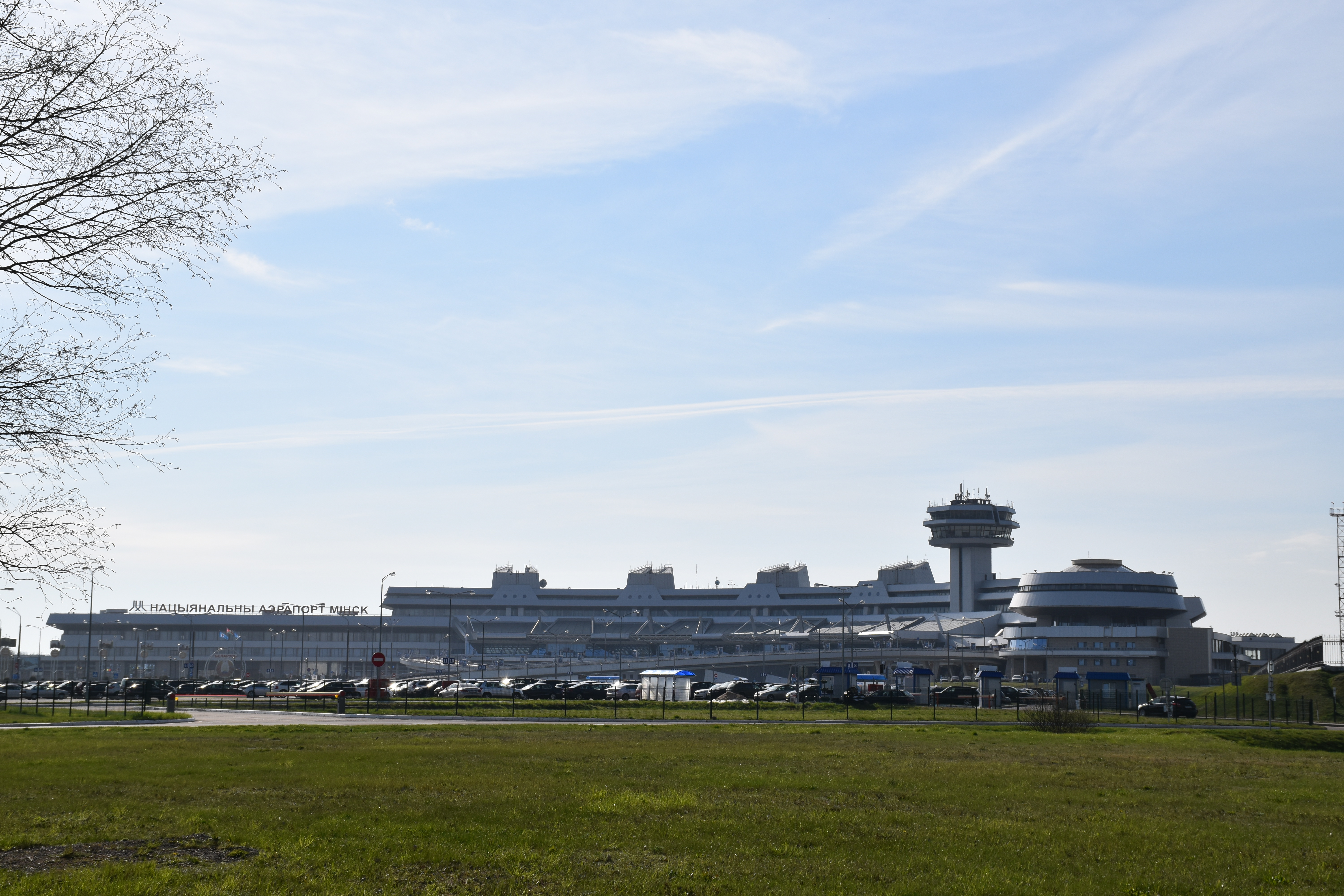
明斯克国家机场

明斯克有两座机场。明斯克国际机场是白俄罗斯最大的民用机场。

### 城市交通

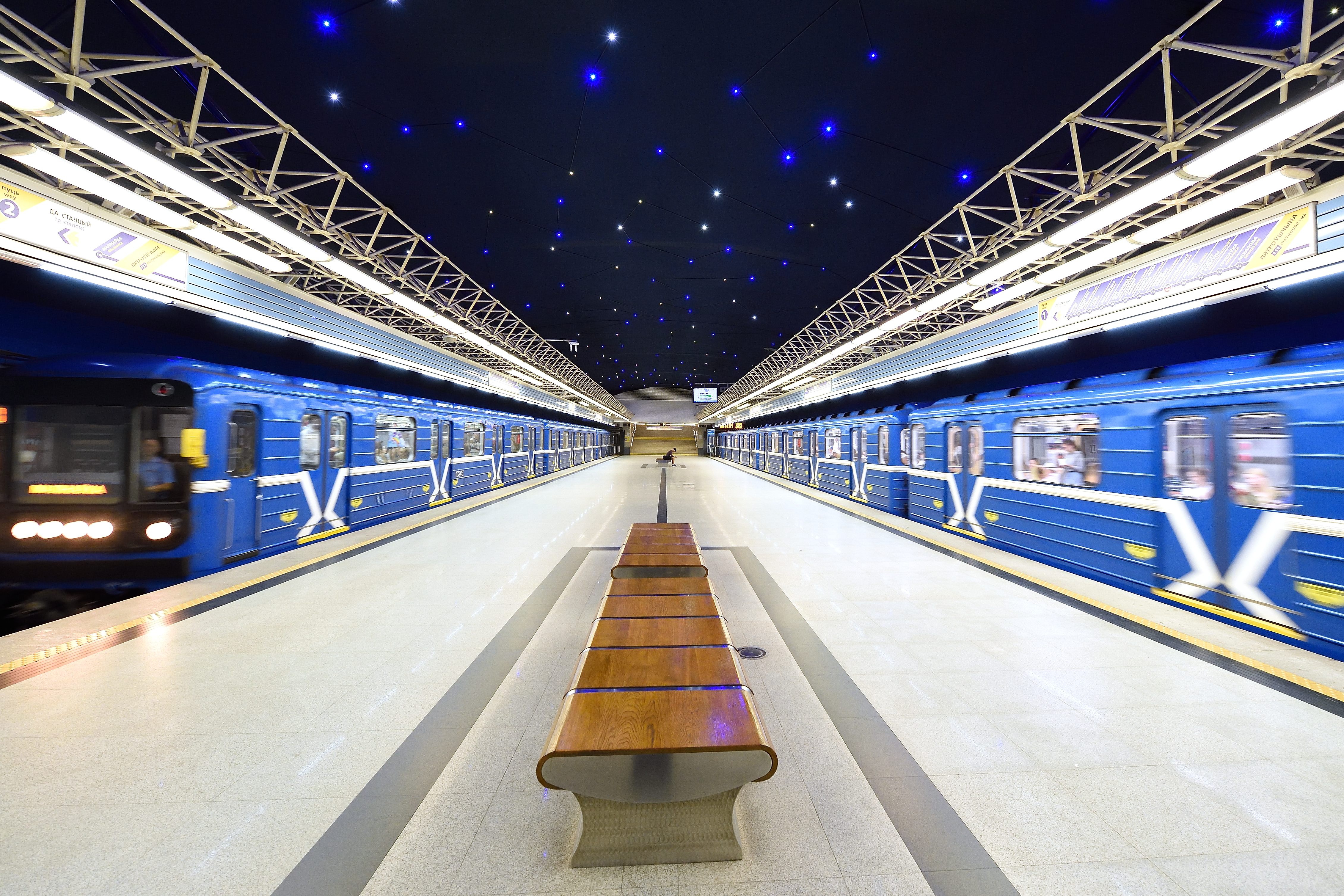
明斯克地铁莫斯科线皮亚特罗夫舒纳站

明斯克的市内交通主要是两条地铁，并拥有世界第三大无轨电车系统。

## 友好城市
- 中国 长春
- 中国 深圳[11]
- 中国 上海
- 印度 班加罗尔
- 美国 底特律
- 荷蘭 埃因霍温
- 法國 里昂
- 法國 讷韦尔
- 俄羅斯 摩尔曼斯克
- 英国 诺丁汉
- 俄羅斯 新西伯利亚
- 日本 仙台

## 扩展阅读
- 中国-白俄罗斯工业园
- 明斯克號航空母艦
- 明斯克航母世界
- 明斯克號大型登陸艦